# Berthez
Berthez (Bertés en gascon) est une commune du Sud-Ouest de la France, située dans le département de la Gironde (région Nouvelle-Aquitaine).

## Géographie

### Localisation
Arrosée par le Beuve, un affluent de la rive gauche de la Garonne, la commune de Berthez se situe à 58 km au sud-est de Bordeaux, chef-lieu du département, à 13 km au sud-est de Langon, chef-lieu d'arrondissement et à deux km au sud-est d'Auros, ancien chef-lieu de canton.

### Communes limitrophes
Les communes limitrophes en sont Savignac au nord-est, Aillas à l'est, Lados au sud, Brouqueyran à l'ouest, et Auros au nord-ouest.
| Auros       |         | Savignac |
| Brouqueyran | Berthez | Aillas   |
|             | Lados   |          |

### Climat
Pour des articles plus généraux, voir Climat de la Nouvelle-Aquitaine et Climat de la Gironde.
Historiquement, la commune est exposée à un climat océanique aquitain.  
En 2020, Météo-France publie une typologie des climats de la France métropolitaine dans laquelle la commune est exposée à un climat océanique et est dans la région climatique  Aquitaine, Gascogne, caractérisée par une pluviométrie abondante au printemps, modérée en automne, un faible ensoleillement au printemps, un été chaud (19,5 °C), des vents faibles, des brouillards fréquents en automne et en hiver et des orages fréquents en été (15 à 20 jours).
Pour la période 1971-2000, la température annuelle moyenne est de 12,8 °C, avec une amplitude thermique annuelle de 14,9 °C. Le cumul annuel moyen de précipitations est de 813 mm, avec 11,4 jours de précipitations en janvier et 6,8 jours en juillet. Pour la période 1991-2020, la température moyenne annuelle observée sur la station météorologique la plus proche, située sur la commune de Cazats à 6 km à vol d'oiseau, est de 13,7 °C et le cumul annuel moyen de précipitations est de 825,5 mm,. Pour l'avenir, les paramètres climatiques de la commune estimés pour 2050 selon différents scénarios d’émission de gaz à effet de serre sont consultables sur un site dédié publié par Météo-France en novembre 2022.

## Urbanisme

### Typologie
Au 1er janvier 2024, Berthez est catégorisée commune rurale à habitat dispersé, selon la nouvelle grille communale de densité à sept niveaux définie par l'Insee en 2022.
Elle est située hors unité urbaine et hors attraction des villes,.

### Occupation des sols

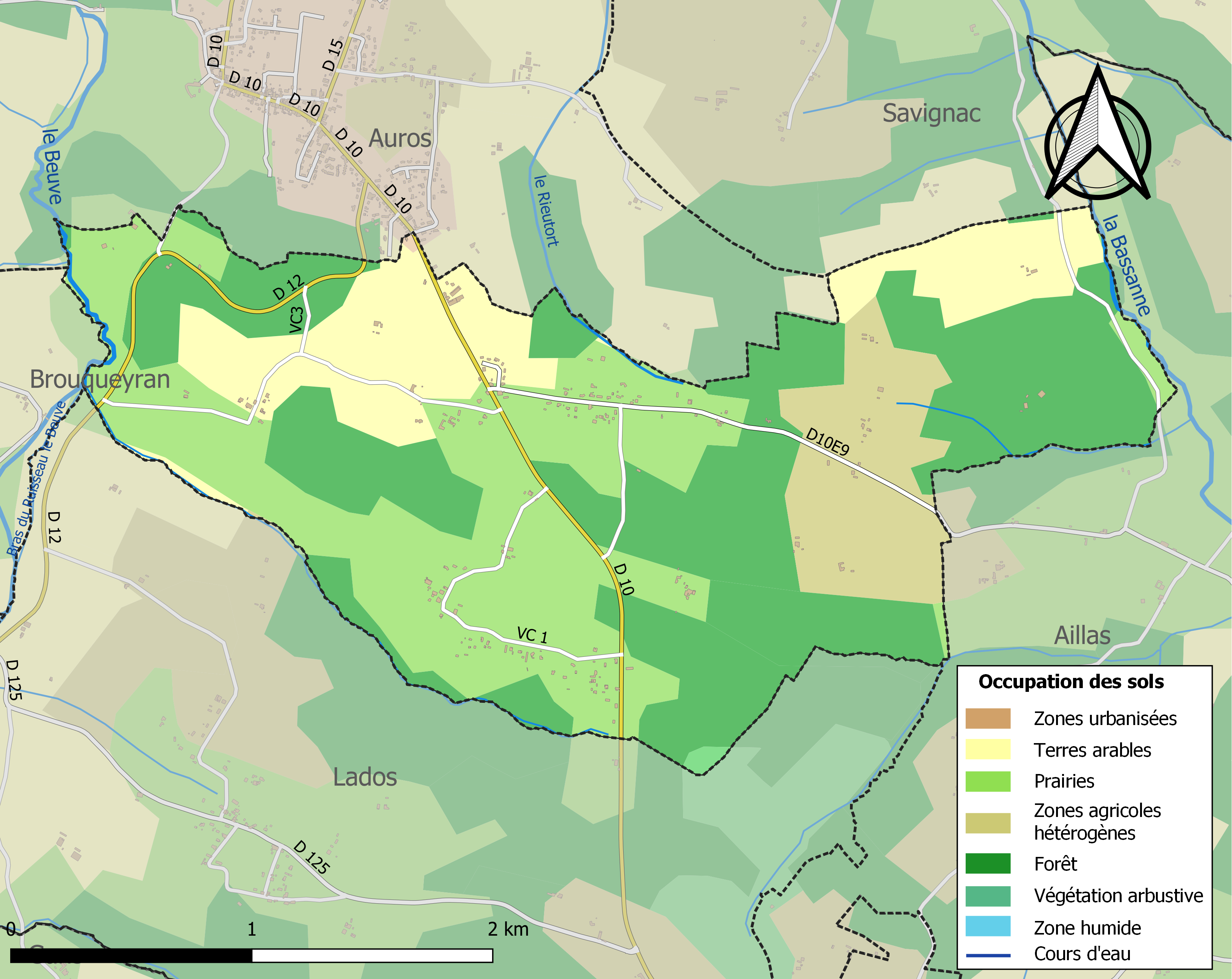
Carte des infrastructures et de l'occupation des sols de la commune en 2018 (CLC).

L'occupation des sols de la commune, telle qu'elle ressort de la base de données européenne d’occupation biophysique des sols Corine Land Cover (CLC), est marquée par l'importance des territoires agricoles (58,4 % en 2018), une proportion sensiblement équivalente à celle de 1990 (57,7 %). La répartition détaillée en 2018 est la suivante : 
forêts (41,3 %), prairies (32,4 %), terres arables (15,3 %), zones agricoles hétérogènes (10,3 %), cultures permanentes (0,4 %), milieux à végétation arbustive et/ou herbacée (0,3 %). L'évolution de l’occupation des sols de la commune et de ses infrastructures peut être observée sur les différentes représentations cartographiques du territoire : la carte de Cassini (XVIIIe siècle), la carte d'état-major (1820-1866) et les cartes ou photos aériennes de l'IGN pour la période actuelle (1950 à aujourd'hui).

### Voies de communication et transports
La principale voie de communication qui traverse le village est la route départementale 10 qui mène vers le nord-ouest à Auros puis à Langon et vers le sud-est à Grignols.
La route départementale 12 qui traverse l'ouest du territoire communal mène vers le sud à Bazas et vers le nord à Savignac.

L'autoroute la plus proche est l'autoroute A62 (Bordeaux-Toulouse) dont l'accès  4 La Réole est distant de 10 km par la route vers le nord-est.

L'accès  Bazas à l'autoroute A65 (Langon-Pau) se situe à 11 km vers le sud-ouest.
La gare SNCF la plus proche est celle de Langon sur la ligne Bordeaux - Sète du TER Nouvelle-Aquitaine distante de 14 km par la route vers le nord-ouest.

### Risques majeurs
Le territoire de la commune de Berthez est vulnérable à différents aléas naturels : météorologiques (tempête, orage, neige, grand froid, canicule ou sécheresse), inondations et séisme (sismicité très faible). Un site publié par le BRGM permet d'évaluer simplement et rapidement les risques d'un bien localisé soit par son adresse soit par le numéro de sa parcelle.
La commune a été reconnue en état de catastrophe naturelle au titre des dommages causés par les inondations et coulées de boue survenues en 1982, 1999 et 2009,.

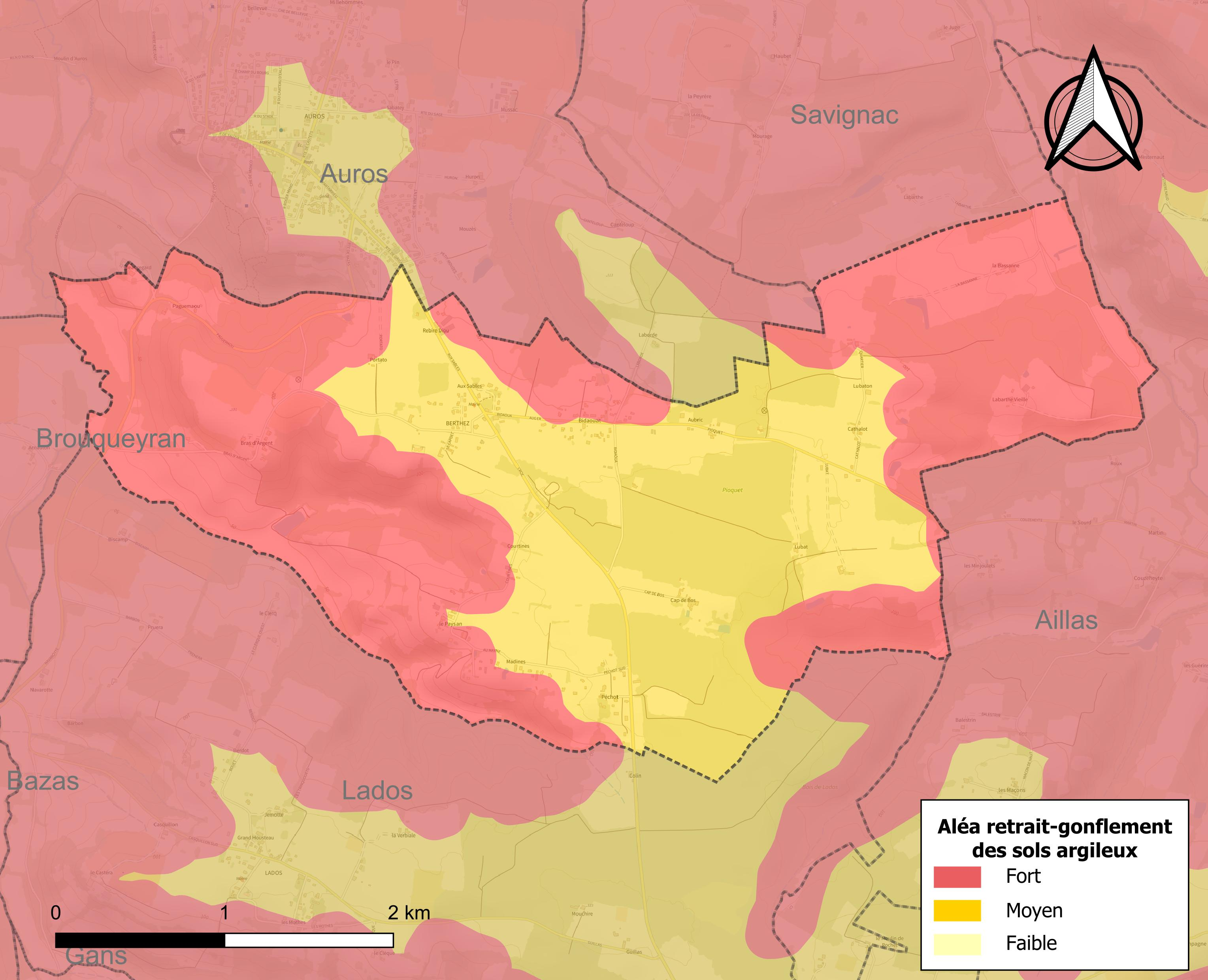
Carte des zones d'aléa retrait-gonflement des sols argileux de Berthez.

Le retrait-gonflement des sols argileux est susceptible d'engendrer des dommages importants aux bâtiments en cas d’alternance de périodes de sécheresse et de pluie. La totalité de la commune est en aléa moyen ou fort (67,4 % au niveau départemental et 48,5 % au niveau national). Sur les 110 bâtiments dénombrés sur la commune en 2019, 110 sont en aléa moyen ou fort, soit 100 %, à comparer aux 84 % au niveau départemental et 54 % au niveau national. Une cartographie de l'exposition du territoire national au retrait gonflement des sols argileux est disponible sur le site du BRGM,.
Par ailleurs, afin de mieux appréhender le risque d’affaissement de terrain, l'inventaire national des cavités souterraines permet de localiser celles situées sur la commune.
Concernant les mouvements de terrains, la commune a été reconnue en état de catastrophe naturelle au titre des dommages causés par la sécheresse en 2003, 2005, 2015 et 2017 et par des mouvements de terrain en 1999.

## Histoire
À la Révolution, la paroisse Saint-Raphaël de Berthez forme la commune de Berthez.

## Politique et administration
| Période                                  | Période  | Identité        | Étiquette | Qualité       |
| ---------------------------------------- | -------- | --------------- | --------- | ------------- |
| 1983                                     | 2014     | Bernard Douence | SE        | Agriculteur   |
| 2014                                     | En cours | Guy Dubouilh    | SE        | Fonctionnaire |
| Les données manquantes sont à compléter. |          |                 |           |               |

## Démographie
L'évolution du nombre d'habitants est connue à travers les recensements de la population effectués dans la commune depuis 1793. Pour les communes de moins de 10 000 habitants, une enquête de recensement portant sur toute la population est réalisée tous les cinq ans, les populations de référence des années intermédiaires étant quant à elles estimées par interpolation ou extrapolation. Pour la commune, le premier recensement exhaustif entrant dans le cadre du nouveau dispositif a été réalisé en 2008.

En 2022, la commune comptait 292 habitants, en évolution de +9,77 % par rapport à 2016 (Gironde : +6,91 %, France hors Mayotte : +2,11 %).
| 1793 | 1800 | 1806 | 1821 | 1831 | 1836 | 1841 | 1846 | 1851 |
| ---- | ---- | ---- | ---- | ---- | ---- | ---- | ---- | ---- |
| 230  | 206  | 231  | 232  | 247  | 238  | 260  | 264  | 257  |

| 1856 | 1861 | 1866 | 1872 | 1876 | 1881 | 1886 | 1891 | 1896 |
| ---- | ---- | ---- | ---- | ---- | ---- | ---- | ---- | ---- |
| 256  | 258  | 263  | 263  | 261  | 246  | 226  | 227  | 226  |

| 1901 | 1906 | 1911 | 1921 | 1926 | 1931 | 1936 | 1946 | 1954 |
| ---- | ---- | ---- | ---- | ---- | ---- | ---- | ---- | ---- |
| 225  | 221  | 229  | 208  | 182  | 181  | 204  | 220  | 211  |

| 1962 | 1968 | 1975 | 1982 | 1990 | 1999 | 2006 | 2008 | 2013 |
| ---- | ---- | ---- | ---- | ---- | ---- | ---- | ---- | ---- |
| 184  | 152  | 119  | 102  | 142  | 166  | 205  | 216  | 237  |

| 2018 | 2022 | - | - | - | - | - | - | - |
| ---- | ---- | - | - | - | - | - | - | - |
| 260  | 292  | - | - | - | - | - | - | - |

## Culture locale et patrimoine

### Lieux et monuments
- L'église Saint-Raphaël, originellement construite en style roman au XIe siècle et restaurée au XVIIe siècle, a été entièrement brûlée par la foudre le 5 juillet 1883 et rebâtie en 1884. À l'extérieur, des pierres calcinées sont encore visibles.

Elle est caractérisée par un clocher-pignon datant de 1648 (inscription), percé d'une baie et orné d'une cloche. Elle abrite, dans le chœur, des fresques du XIXe siècle : Saint Michel terrassant le dragon, Gabriel et saint Raphaël conduisant Tobie.

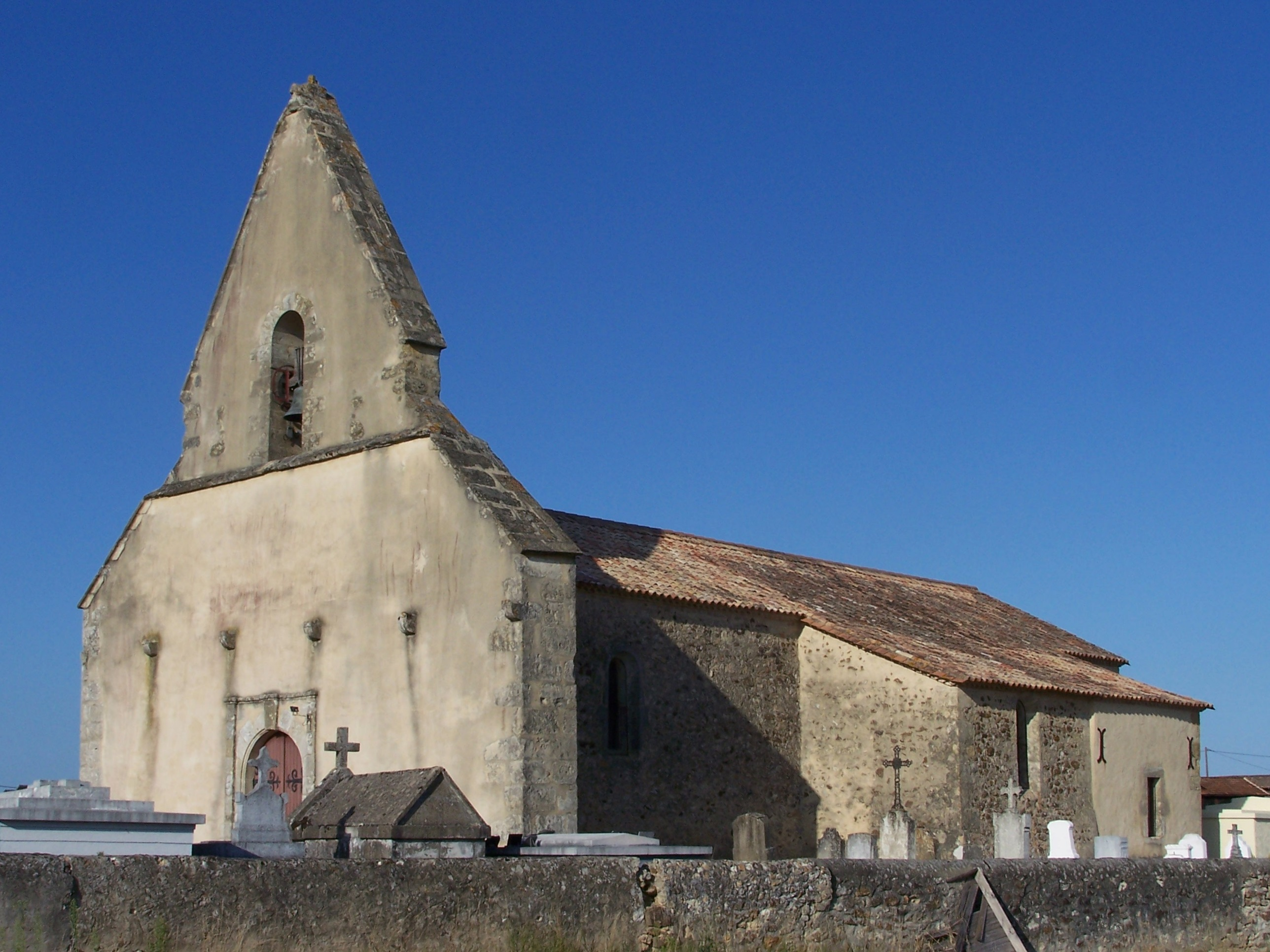
L'église Saint-Raphaël (sept. 2009)
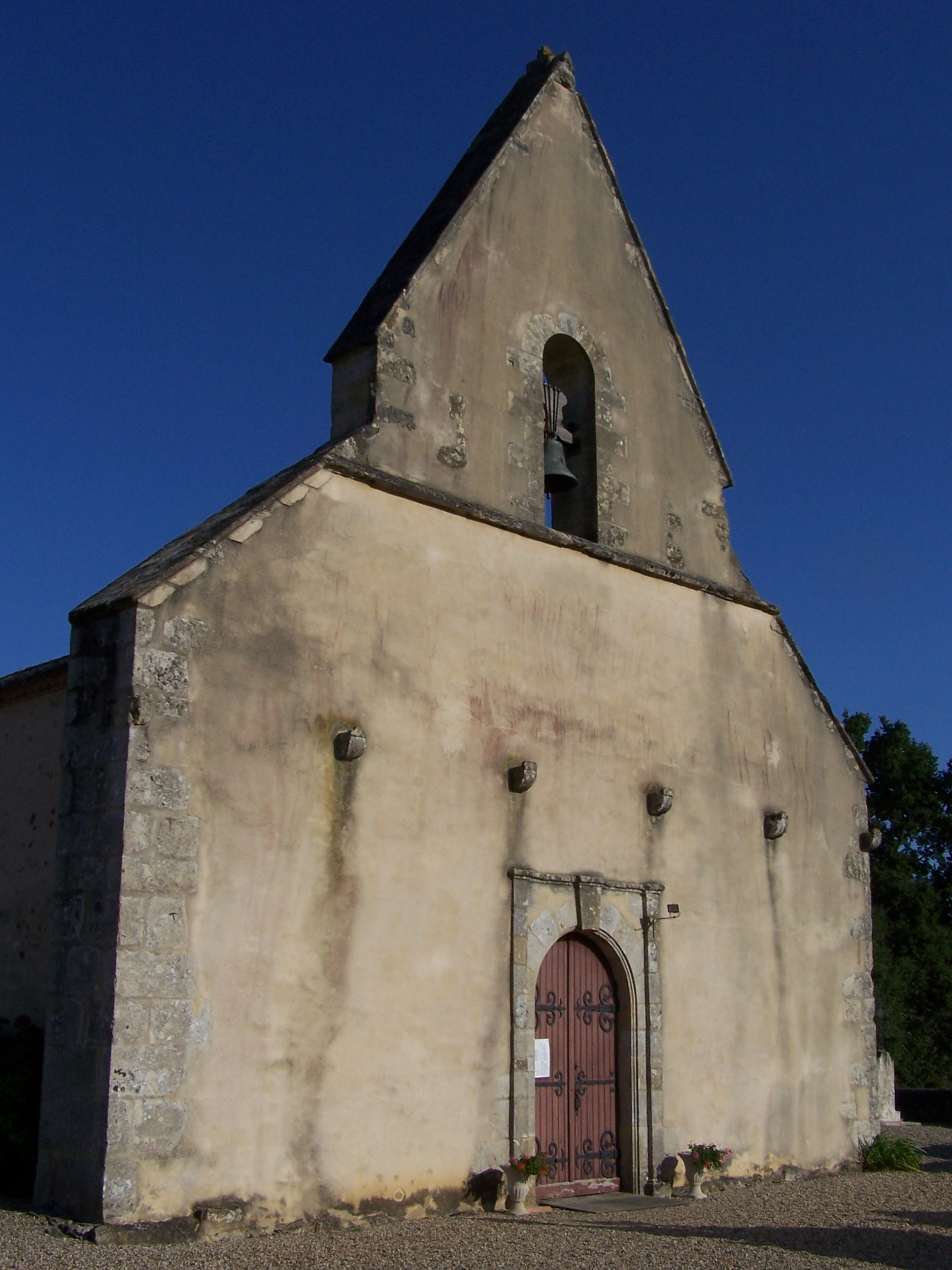
Le clocher-pignon de l'église Saint-Raphaël (sept. 2009)
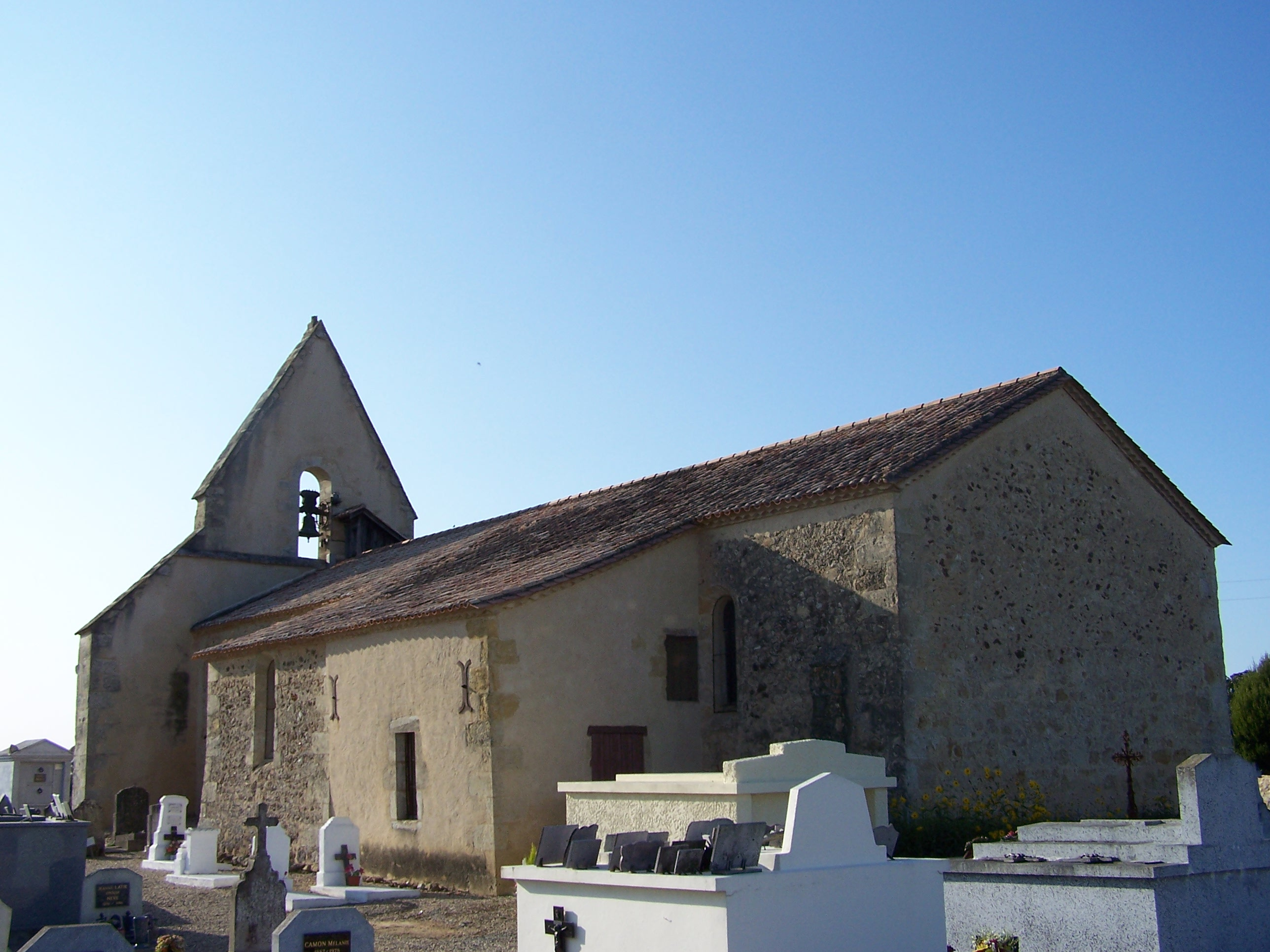
Chevet et chapelle latérale (sept. 2009)
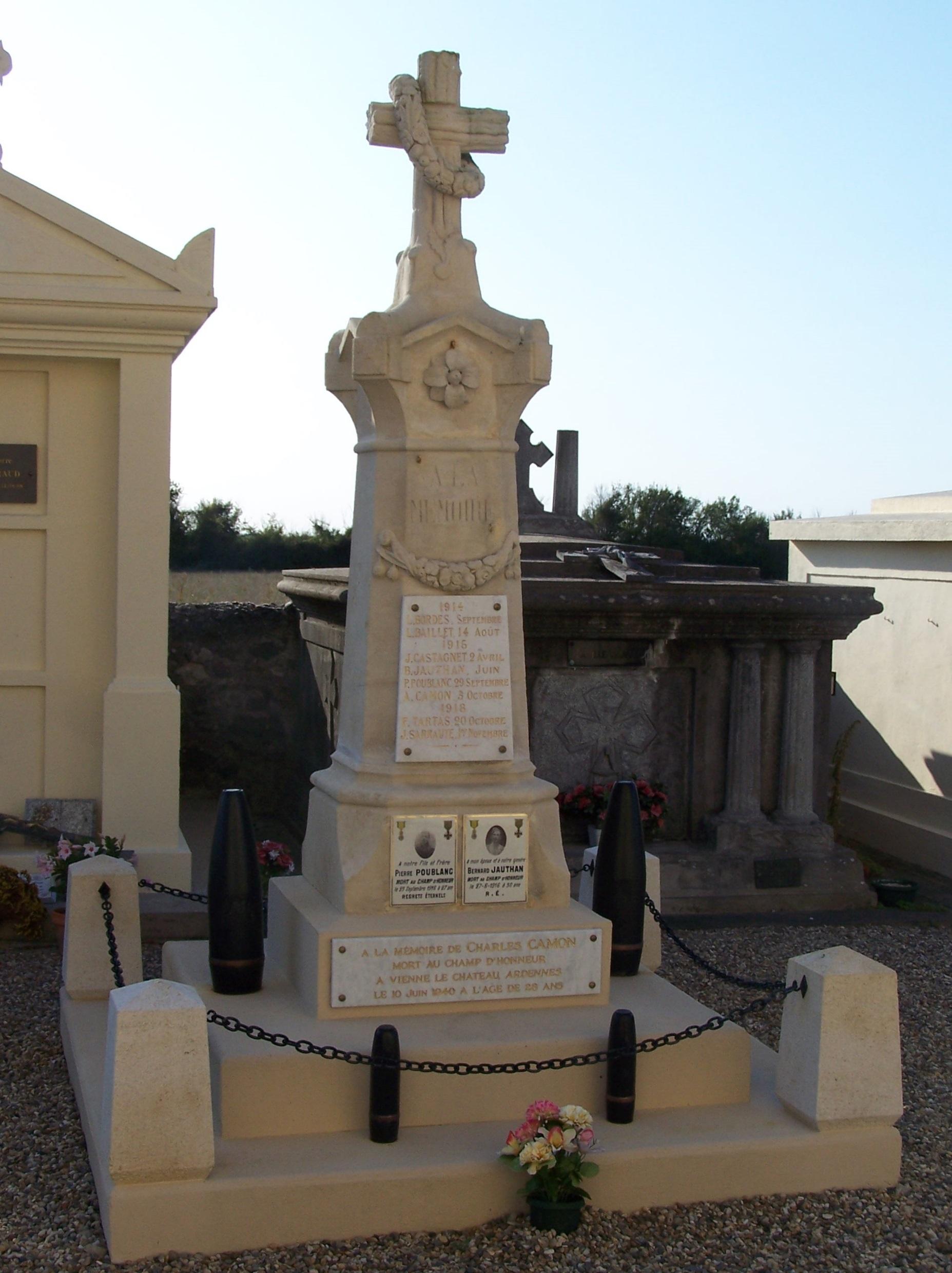
Le monument aux morts près de l'église (sept. 2009)

### Héraldique
| Blason de Berthez | Blason  | Coupé : au 1er parti au I d'azur à une branche de chêne d'or, au II d'argent à un lion de gueules, au 2d de sinople à un vol d'argent. |
| Blason de Berthez | Détails | Le statut officiel du blason reste à déterminer.                                                                                       |